# 上海愛武
上海愛武（シャンハイアイウー）は、中国の上海市を拠点としているプロレス団体。会社名は上海愛武文化発展有限公司。

## 歴史
2011年、アントニオ猪木が率いるIGFが中国に進出を目指して現地の格闘技団体「武林風」と共同でIGF武林風を設立。
2012年5月、猪木がプロレス団体として設立を発表。7月10日、プレ旗揚げ戦として上海国際体操中心で第1回「世界総合格闘技」を開催。旗揚げ戦を9月に予定していたが日中関係の悪化が影響して延期。
2013年、上海で旗揚げ戦を開催。7月24日、完成した上海道場で「上海道場・開業記念スペシャルイベント」を開催。

## 所属選手
- 泰山

## 歴代所属選手
- 王彬